# 온릉 (조선)
온릉(溫陵)은 조선 중종의 원비인 단경왕후 신씨의 능으로, 대한민국 경기도 양주시 장흥면 일영리 산 19번지에 위치하고 있다. 묘역의 크기는 약 6만 6천여 평이다. 능 뒤에 곡장을 두르고 능 안에 석양, 석호 각 2필로 호위하게 하였다. 원분 앞에 혼유석을 놓고 양 끝에 망주를 세웠으며, 중앙에는 장명등을 놓고 양옆에 문석과 석마를 배치하였다.

## 개요
온릉은 조선 제11대 중종의 첫 번째 비인 단경왕후 신씨의 무덤이다.
단경왕후는 1506년 중종반정으로 진성대군(중종)이 왕위에 추대되자 왕비에 책봉이 되었다. 그러나 아버지인 신수근이 연산군 부인의 오빠인데다가 중종반정을 반대했기 때문에 7일 만에 폐비되어 사가에 머물다 1557년(명종 12) 71세로 소생 없이 승하하여 친정 묘역에 안장되었다. 이후 1698년(숙종 24년) 사당을 세워 제사를 지냈고, 1739년(영조 15)에는 복위되어 시호를 단경, 능호를 온릉으로 하여 현재의 모습을 갖추게 되었다.
온릉은 병풍석과 난간석이 없는 원형무덤으로 무덤 주위에 석양(石羊)과 석호(石虎) 1쌍을 배치하였다. 석양과 석호를 반으로 줄인 것은 비릉(妃陵)으로 봉해진 무덤의 예에 따른 것이다. 능 아래에는 재실이 있었으나 1970년 도로확장 때 없어졌다.

## 연혁
- 1970년 5월 26일 사적 제210호로 지정되었다.
- 2019년 11월 13일 그동안 군사시설보호구역 내에 있어 접근성과 관람환경 관리의 어려움 때문에 국민에게 공개하지 않고 비공개로 관리해왔으나, 공개제한을 해제하였다.[1]

## 갤러리

능비
석물(석인,석수)배치상태

## 같이 보기
- 조선의 왕릉

## 참고 자료
- 문화재청 조선왕릉 - 온릉
- 양주 온릉 - 국가유산청 국가유산포털